# Alexander Van der Bellen
Alexander Van der Bellen (Wenen, 18 januari 1944) is een Oostenrijks econoom en politicus. Sinds januari 2017 is hij de bondspresident van Oostenrijk. Hij is voormalig voorzitter van de parlementaire fractie en federaal woordvoerder van De Groenen.

## Biografie
De voorouders van Alexander Van der Bellen emigreerden in 1701 vanuit Nederland naar het Russische Rijk. In 1919, tijdens de Russische Burgeroorlog, vluchtte een deel van de adellijke familie naar Estland. Daarvóór was Van der Bellens grootvader nog hoofd van een burgerlijke lokale overheid in Pleskau (Pskov). Toen Estland in 1940-1941 werd geannexeerd door de Sovjet-Unie, vertrok de familie van Tallinn naar Laugszargen in Oost-Pruisen (nu Lauksargiai, een plaats in de gemeente Tauragė).
Via een Duits vluchtelingenkamp in Werneck bij Schweinfurt kwamen Van der Bellens ouders naar Wenen, waar Alexander Van der Bellen in 1944 werd geboren. Toen het Rode Leger de stad Wenen naderde, verhuisde het gezin naar Tirol waar Van der Bellen uiteindelijk opgroeide als zoon van protestantse immigranten; zijn vader was commercieel actief.
Van der Bellen bracht zijn kinderjaren door in Tirol, volgde het Akademisches Gymnasium in Innsbruck en studeerde aan de Universiteit van Innsbruck, waar hij in 1970 zijn doctoraat economie ontving. Van 1968 tot 1970 werkte hij als assistent aan het Institut für Finanzwissenschaft in Innsbruck en van 1972 tot 1974 aan het Internationales Institut für Management und Verwaltung in Berlijn.
In 1976 werd hij benoemd tot professor extraordinarius in Innsbruck. Later ging hij naar Wenen, waar hij van 1977 tot 1980 economie onderwees als professor ordinarius aan de Universiteit van Wenen. Van 1990 tot 1994 was hij decaan van de faculteit voor sociale wetenschappen en economie.

### Politieke carrière

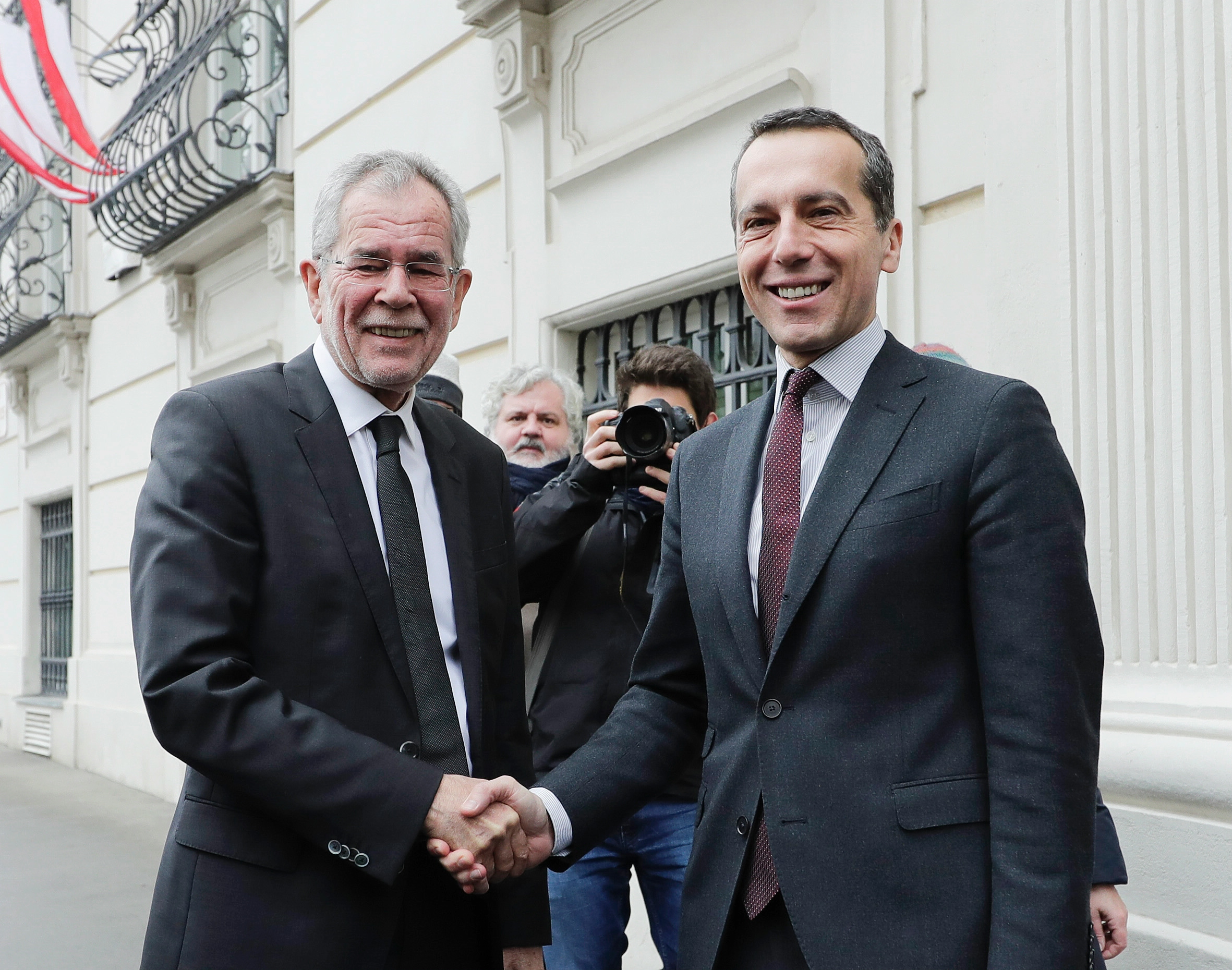
Bondskanselier Christian Kern feliciteert Van der Bellen met zijn verkiezing tot bondspresident

Als voornaam lid van de Oostenrijkse sociaaldemocratische partij, werd Van der Bellen lid van De Groenen en verkozen tot de Nationale Raad van Oostenrijk (Nationalrat) in 1994. Van 1997 tot 2008 was hij hun federale woordvoerder en van 1999 tot 2008 was hij hun fractieleider in de Nationale Raad.
In populariteitspeilingen heeft Van der Bellen het altijd al veel beter gedaan dan zijn eigen partij die hij vertegenwoordigt. Sommige Oostenrijkers loven zijn waardig gedrag, zelfs tijdens hevige debatten en discussies, zijn eerlijkheid en zijn gespecialiseerde kennis op economisch vlak.
In 2016 nam hij deel aan de presidentsverkiezingen, officieel als onafhankelijk kandidaat, maar wel gesteund door zijn partij. Hij versloeg in de tweede ronde nipt de rechts-populistische kandidaat Norbert Hofer van de FPÖ (50,3%-49,7%). Op 8 juli 2016 zou Van der Bellen de functie van uittredend president Heinz Fischer overnemen, maar een week eerder honoreerde het Oostenrijkse hooggerechtshof een bezwaar van de verliezende partij FPÖ. Er werd vastgesteld dat bij het tellen van de stemmen zoveel fouten waren gemaakt, dat de verkiezing in heel Oostenrijk moest worden overgedaan. Die verkiezing vond plaats op 4 december 2016. Van der Bellen behaalde daarbij 53% van de stemmen, waarmee hij alsnog tot Bondspresident werd gekozen. Hij werd op 26 januari 2017 beëdigd als Oostenrijks president.

### Persoonlijk
Van der Bellen is getrouwd en heeft twee volwassen zoons uit een eerder huwelijk.

## Onderscheidingen
- Baron van het Russische Rijk
- Ereteken van Verdienste voor de Republiek Oostenrijk
- Ridder Grootkruis in de Orde van de Nederlandse Leeuw [6]